# Tournefortia fuliginosa
Tournefortia fuliginosa là loài thực vật có hoa trong họ Mồ hôi. Loài này được Kunth miêu tả khoa học đầu tiên năm 1818.